# تشارلز روبنسون (ممثل)
تشارلز روبنسون (بالإنجليزية: Charlie Robinson)‏ هو ممثل مسرحي وسينمائي وتلفزيوني أمريكي. ولد في 9 نوفمبر 1945 في هيوستن. اشتهر بدوره في مسلسل كوميدي نايت كورت.

## روابط خارجية
- تشارلز روبنسون على موقع IMDb (الإنجليزية)
- تشارلز روبنسون على موقع روتن توميتوز (الإنجليزية)
- تشارلز روبنسون على موقع ألو سيني (الفرنسية)
- تشارلز روبنسون على موقع تيرنر كلاسيك موفيز (الإنجليزية)
- تشارلز روبنسون على موقع أول موفي (الإنجليزية)
- تشارلز روبنسون على موقع قاعدة بيانات الفيلم (الإنجليزية)
- تشارلز روبنسون على موقع كينوبويسك (الروسية)